# Lepiota carinii
Lepiota carinii är en svampart som beskrevs av Bres. 1929. Lepiota carinii ingår i släktet Lepiota och familjen Agaricaceae.   Inga underarter finns listade i Catalogue of Life.
I den svenska databasen Dyntaxa används istället namnet Echinoderma carinii för samma taxon.  Arten är reproducerande i Sverige.